# Glenea stella
Glenea stella là một loài bọ cánh cứng trong họ Cerambycidae.